# دوکساکوریوم کلراید
دوکساکوریوم کلراید (انگلیسی: Doxacurium chloride) یک داروی مسدودکننده عصبی-عضلانی یا شل کننده عضلات اسکلتی در دسته داروهای مسدودکننده عصبی-عضلانی غیر دپلاریزان است که به صورت کمکی در بیهوشی برای ایجاد آرامش عضلات اسکلتی در حین جراحی یا تهویه مکانیکی استفاده می شود. بر خلاف تعدادی دیگر از شل کننده های عضلانی اسکلتی مرتبط، به ندرت به صورت کمکی برای تسهیل لوله گذاری داخل تراشه استفاده می شود.